# Kimboraga yammerana
Kimboraga yammerana é uma espécie de gastrópode  da família Camaenidae.
É endémica da Austrália.